# 内保湾
内保湾（日语：／）是择捉岛西岸的海湾，处于阿登佐半岛以南，海湾以西的深度可达700米，海湾内较浅，底部土壤是淤泥质沙子，有时是鹅卵石、砾石和石头，有些地方覆盖着藻类。1807年，在文化露寇事件中，俄舰“朱诺”和“阿沃斯”首次发现了这个海湾。